# John Rawls
John Bordley Rawls (Baltimora, 21 febbraio 1921 – Lexington, 24 novembre 2002) è stato un filosofo statunitense.
Teorico della socialdemocrazia, il suo pensiero ha mirato a conciliare la libertà con la giustizia sociale e l'uguaglianza sostanziale.

## Biografia
Secondo dei cinque figli di William Lee Rawls e Anna Abell Stump, Rawls frequentò il liceo a Kent, nel Connecticut, dove si diplomò nel 1939; iscrittosi all'Università di Princeton, conseguì il baccellierato nel 1943.
Durante la seconda guerra mondiale, Rawls servì come soldato dell'esercito degli Stati Uniti principalmente nell'oceano Pacifico, visitando la Nuova Guinea, le Filippine e il Giappone; in particolare assistette al bombardamento di Hiroshima. Dopo questa tragica esperienza, Rawls rifiutò l'offerta di diventare un funzionario di Stato e decise di lasciare l'esercito per riprendere gli studi accademici. Nel frattempo, nel 1949, Rawls sposò Margaret Fox, studentessa dell'Università Brown: Margaret e John condivisero l'interesse di indicizzare libri, trascorrendo la loro prima vacanza insieme redigendo l'indice di un libro su Friedrich Nietzsche.
Conseguito il dottorato in filosofia morale a Princeton, iniziò a insegnare nel 1950 nella stessa università fino al 1952, quando ricevette la borsa di studio del programma Fulbright per l'Università di Oxford, dove fu influenzato dal pensiero liberale di Isaiah Berlin. Nel 1953 fu chiamato dall'Università Cornell prima come assistente e poi come professore associato; nel 1960 si trasferì al Massachusetts Institute of Technology. Nel 1962 fu nominato professore ordinario all'Università Harvard, insegnando filosofia morale e filosofia politica.
Nell'anno accademico 1972-1973 fu presidente della Società statunitense di filosofia della politica e del diritto; nel 1974 fu eletto presidente della Società statunitense di filosofia.
Con il pensionamento avvenuto nel 1991 fu nominato professore emerito.
Nel 1999 fu insignito del premio premio Schock per la logica e la filosofia, e ricevette la medaglia statunitense per gli studi umanistici dal presidente degli Stati Uniti d'America Bill Clinton.

## Pensiero

### La giustizia distributiva
Il vero grande problema della filosofia politica è costituito, secondo John Rawls, non dalla ricerca del bene comune, ma da un'adeguata nozione di giustizia e da un'altrettanto adeguata procedura per comprendere come le nostre istituzioni possono essere più giuste. Il concetto di giusto deve essere considerato prioritario rispetto al bene nella teoria morale e questo perché, se avviene il contrario, il rischio è quello di non riuscire più ad ottenere una definizione autonoma e indipendente di giustizia. Se è il bene ciò che conta, tutto ciò che massimizza il bene non può che essere giusto e ciò comporta spesso conseguenze moralmente pericolose e controintuitive. L'insistenza sulla priorità della giustizia è al centro della nota critica di Rawls all'utilitarismo che, volendo a tutti i costi massimizzare la felicità comune, semplice somma delle felicità individuali, può giungere a considerare legittima, in certi casi, la violazione di alcune libertà fondamentali.

### Una teoria della giustizia
Già nelle prime pubblicazioni a metà degli anni Cinquanta Rawls inizia ad elaborare la nozione che più lo ha reso noto, vale a dire il concetto di posizione originaria; tuttavia tale nozione arriva alla propria formulazione più matura soltanto in Una teoria della giustizia del 1971. La procedura più adeguata per individuare dei principi fondamentali di giustizia che siano equi, afferma Rawls, consiste nel compiere un esperimento mentale di questo tipo: immaginiamo che un gruppo di individui, privati di qualsiasi conoscenza circa il proprio ruolo nella società, i propri talenti, il proprio livello intellettuale e culturale, le proprie caratteristiche psicologiche e i propri valori, conoscendo però come funziona la società e quali sistemi economici esistono, dovesse scegliere secondo quali principi di fondo deve essere gestita la società in cui vivono. Tali individui sarebbero in una posizione originaria e sotto un velo d'ignoranza.
Ebbene, in condizioni simili, sostiene Rawls, anche se fossero totalmente disinteressate le une rispetto alla sorte propria e delle altre, le parti sarebbero costrette dalla situazione a scegliere - su base razionale - due determinati princìpi di giustizia. Il primo (della "libertà eguale"): ogni persona ha un uguale diritto alla più estesa libertà fondamentale, compatibilmente con una simile libertà per gli altri. Il secondo (della "differenza solidale"): le ineguaglianze economiche e sociali sono ammissibili soltanto se vanno a beneficio dei meno avvantaggiati. Quest'ultima affermazione è alla base del principio di riparazione, secondo cui le ineguaglianze in termini relativi tra i membri della società sono giustificate se comportano un beneficio, in termini assoluti, anche per i meno avvantaggiati. Ciò porterebbe ad una condizione di equità: nella società che si va a creare nessuno avrebbe né troppo, né troppo poco, e la libertà individuale sarebbe pienamente compatibile con la giustizia sociale.

### Critiche
La posizione filosofica-politica di Rawls può dunque afferire al socialismo liberale, il che ha reso per un certo tempo le sue tesi molto popolari nel partito democratico statunitense: la questione dell'eguaglianza e delle pari opportunità è per Rawls il tratto distintivo e immancabile di un'idea di giustizia concepita come equità. 
Il tentativo rawlsiano di giungere a dei principi di giustizia attraverso una formulazione deduttiva ha suscitato grande ammirazione ma anche molte critiche; tra queste ricordiamo:
- i comunitaristi come Michael Sandel sostengono l'impossibilità di concepire gli individui come astrattamente sradicati dai loro valori, dalle loro tradizioni e dall'appartenenza a una comunità;
- i liberali come Robert Nozick pongono l'accento sulle eccessive restrizioni alla libertà individuale imposte dalle esigenze egualitarie del secondo principio;
- Ronald Dworkin evidenzia la problematicità del modo in cui Rawls, attraverso la nozione di posizione originaria, rivisita la tradizione contrattualista;
- Susan Okin ha sottolineato la mancanza di attenzione verso istituzioni come la famiglia e verso forme di ingiustizia e discriminazione estranee all'ambito delle costrizioni della legge, affermando innanzi tutto la necessità di porre anche il genere (sesso) dell'individuo sotto il velo di ignoranza della posizione originaria.

### Liberalismo politico
Per rispondere in parte a tali critiche - e a molte altre - Rawls sottolinea, in Liberalismo politico del 1993 come nelle società democratiche vi sia un ragionevole disaccordo in merito alle diverse concezioni della vita e di ciò che ha valore. Per concezioni di vita si intendono dottrine comprensive ragionevoli, quindi posizioni morali, religiose o filosofiche sulle quali si fonda il sistema di valori dei singoli cittadini. È possibile pensare che persone razionali e ragionevoli, sinceramente convinte della giustezza dei principi liberali, non condividano in pieno la teoria dei due principi di giustizia - ad esempio, che condividano il primo principio ma non il secondo, in quanto convinti che il valore supremo sia la libertà da incoraggiare a tutti i costi, anche a discapito dell'uguaglianza. Tuttavia, una forma di accordo su alcuni principi che possano essere accettabili anche da chi professa convinzioni (ragionevolmente) diverse è possibile: una concezione di libertà politica non metafisica, garantita da ciò che Rawls chiama il consenso per intersezione. Il consenso per intersezione è alla base, quindi, della possibilità di creare una società stabile dato il fatto del pluralismo ragionevole.

### Ragionevole e razionale
Rawls introduce la distinzione tra le nozioni di razionale e ragionevole in Liberalismo politico. Una persona è considerata razionale quando utilizza un processo logico per prendere decisioni. La concezione di ragionevolezza è invece collegata all'accettazione di una condizione non ideale perché si ha fiducia che anche l'altra parte faccia lo stesso nell'interesse generale. Su questo principio si basano sia la giustizia come equità che il pluralismo ragionevole.

### Il diritto dei popoli
Lo stesso Rawls notò tuttavia come il consenso per intersezione sia un fatto empiricamente presente nelle società socialdemocratiche, ma non garantito. Come risolvere il caso di società in cui tale consenso non esiste? 
Rawls si pone tale problema non tanto a livello nazionale, quanto su scala internazionale, nell'opera Il diritto dei popoli del 1999. Anche qui, è possibile che le società socialdemocratiche e le società decenti si accordino su un nucleo minimale di diritti umani. Tuttavia, tale accordo non è possibile con quelle che Rawls chiama le società fuorilegge, cioè società autoritarie e aggressive, o con popoli troppo poveri per poter garantire i requisiti minimi di giustizia. Verso questi ultimi le società socialdemocratiche e le società decenti si impegnano tuttavia a dei doveri di assistenza.
Queste ultime osservazioni sulla giustizia internazionale hanno dato adito a grandi discussioni, perché Rawls sembra abbandonare una prospettiva normativa e strettamente deduttiva, devota solo ed esclusivamente alle esigenze di giustizia - e che quindi sembrerebbe dover prescrivere una posizione originaria globale, in cui tutti gli esseri umani stabiliscono i principi di giustizia e si impegnano gli uni verso gli altri - per passare a conclusioni maggiormente realistiche. La società dei popoli dovrebbe costituire infatti, per Rawls, la proposta di una utopia realistica.

## Opere
- John Rawls, Teoria della giustizia, a cura di Sebastiano Maffettone, traduzione di Ugo Santini, Milano, Giangiacomo Feltrinelli Editore, 1982.
- John Rawls, Liberalismo politico, a cura di Salvatore Veca, traduzione di Gianni Rigamonti, Milano, Edizioni di Comunità, 1994.
- Herbert Lionel Adolphus Hart e John Rawls, Le libertà fondamentali, a cura di Pierpaolo Marrone, traduzione di Roberta Gefter-Wondrich, Torino, La rosa editrice, 1994.
- John Rawls, La giustizia come equità, a cura di Giampaolo Ferranti, Napoli, Liguori Editore, 1995.
- John Rawls, Hiroshima, non dovevamo, a cura di Nadia Urbinati, Milano-Roma, Reset-Donzelli Editore, 1995.
- John Rawls, Il diritto dei popoli, a cura di Sebastiano Maffettone, traduzione di Giampaolo Ferranti e Paola Palminiello, Torino, Edizioni di Comunità, 2001.
- John Rawls, Saggi, a cura di Salvatore Veca, Torino, Edizioni di Comunità, 2001.
- John Rawls, Lezioni di storia della filosofia morale, a cura di Barbara Herman, traduzione di Paola Palminiello, nota all'edizione italiana di Salvatore Veca, Milano, Giangiacomo Feltrinelli Editore, 2004.
- John Rawls, Lezioni di storia della filosofia politica, a cura di Samuel Freeman, traduzione di Valeria Ottonelli, nota all'edizione italiana di Salvatore Veca, Milano, Giangiacomo Feltrinelli Editore, 2009.
- Jürgen Habermas e John Rawls, Dialogo sulla democrazia deliberativa, a cura di Alessandro Ferrara, Milano, Edizioni Società aperta, 2023.